# Fontanar

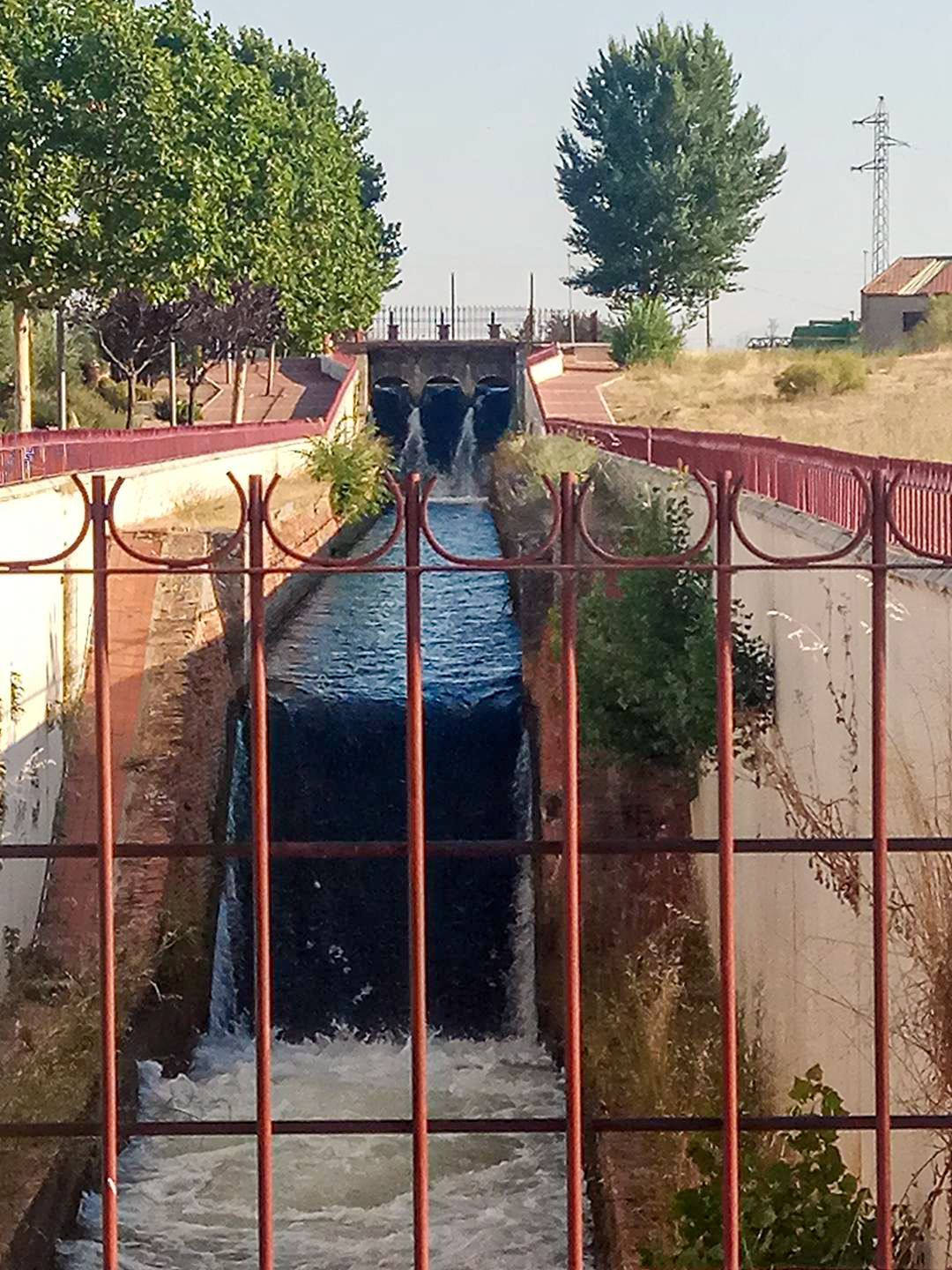
Canal del Henares a su paso por Fontanar

Fontanar es un municipio y localidad española de la provincia de Guadalajara, en la comunidad autónoma de Castilla-La Mancha. El término municipal, ubicado en la comarca de la Campiña del Henares, tiene una población de 2637 habitantes (INE 2024).

## Geografía
La localidad se encuentra ubicada a unos 10 km de la capital provincial.
| Noroeste: Guadalajara | Norte: Guadalajara | Noreste: Yunquera de Henares |
| Oeste: Marchamalo     |                    | Este: Yunquera de Henares    |
| Suroeste: Marchamalo  | Sur: Guadalajara   | Sureste: Tórtola de Henares  |

## Historia
Hacia mediados del siglo XIX, el lugar tenía contabilizada una población de 213 habitantes. La localidad aparece descrita en el octavo volumen del Diccionario geográfico-estadístico-histórico de España y sus posesiones de Ultramar de Pascual Madoz de la siguiente manera:

FONTANAR: v. con ayunt. en la prov. y part. jud. de Guadalajara (1 1/2 leg.), aud. terr. de Madrid (11 1/2), c. g. de Castilla la Nueva, dióc de Toledo (19 1/2). sit. en llano sobre una lastra de peña cortada por un pequeño valle; goza do buena ventilacion y clima sano, siendo las enfermedades mas comunes algunas fiebres intermitentes de facil curacion: tiene 60 casas, la de ayunt. buen edificio, cárcel medio arruinada, escuela de instruccion primaria, frecuentada por 23 alumnos de ambos sexos á cargo de un maestro dotado con 1100 rs.; una igl. parr. de entrada (Sta. Maria la Mayor), servida por un cura de provision en concurso; fuera de la pobl., aunqua inmediatas á la misma, hay 4 fuentes de buenas aguas, que proveen á las necesidades domésticas: confina el térm. con los de Yunquera, Medianedo, Tórtola. El Cañal y desp. de San Martin y Berjafel; dentro de esta circunferencia se encuentra una ermita (la Soledad) y diferentes manantiales. El terreno fertilizado por el r. Henares, es de escelente calidad; comprende un monte de roble, perteneciente á los propios. caminos, los locales y la carretera de Madrid á Navarra. correo, se recibe y despacha en la adm. de Guadalajara, por un balijero. prod.: trigo, cebada, centeno, avena, algunas legumbres, vino y aceite; se cria ganado lanar, mular y vacuno; caza de perdices, conejos y liebres, y pesca de barbos y anguilas. ind.: la agrícola y 2 molinos de aceite. comercio: esportacion de frutos sobrantes y algun ganado é importacion de los art. de consumo que faltan. pobl.: 53 vec. 213 alm. cap. prod.: 1.893.780 rs. imp.: 116,440. contr.: 9,822. presupuesto municipal: 6,000 rs., se cubre con los productos de propios y reparto vecinal en caso de déficit.
(Madoz, 1847, p. 128)

## Demografía
Fontanar cuenta con una población de 2637 habitantes (INE 2024).
| Gráfica de evolución demográfica de Fontanar entre 1842 y 2021                                                      |
| |
| Población de derecho según los censos de población del INE Población de hecho según los censos de población del INE |

Tras un largo periodo con un crecimiento poblacional reducido, el municipio comenzó a experimentar un importante crecimiento con la construcción de la primera urbanización a principios de la década de 1980, en la que se asentó un número creciente de familias provenientes del área de Madrid y el corredor del Henares. A principios de la década de 1990, la cooperativa de iniciativa municipal Arroyo de las Dueñas contribuyó a prevenir la migración de numerosos jóvenes nacidos en la población.
Una nueva urbanización (Los Alcores) construida a mediados de la década de 1990 reforzó la tendencia de crecimiento. En la década de 2000, nuevos proyectos urbanísticos (incluida una nueva iniciativa de cooperativa de viviendas) permitieron el aumento de la población hasta los niveles actuales.
La población inmigrante experimentó un fuerte auge en línea con el experimentado en el conjunto del país, pasando el número de extranjeros residentes de 10 en 1996 a 312 en 2011 (Instituto Nacional de Estadística). En buena parte, se trata de personas con viviendas en propiedad.

## Comunicaciones
La antigua estación de Fontanar se encuentra en sus proximidades, apenas a unos 100 m del casco urbano de la población, ya fuera de servicio.

## Administración
| Periodo   | Nombre                                                                        | Partido              |
| --------- | ----------------------------------------------------------------------------- | -------------------- |

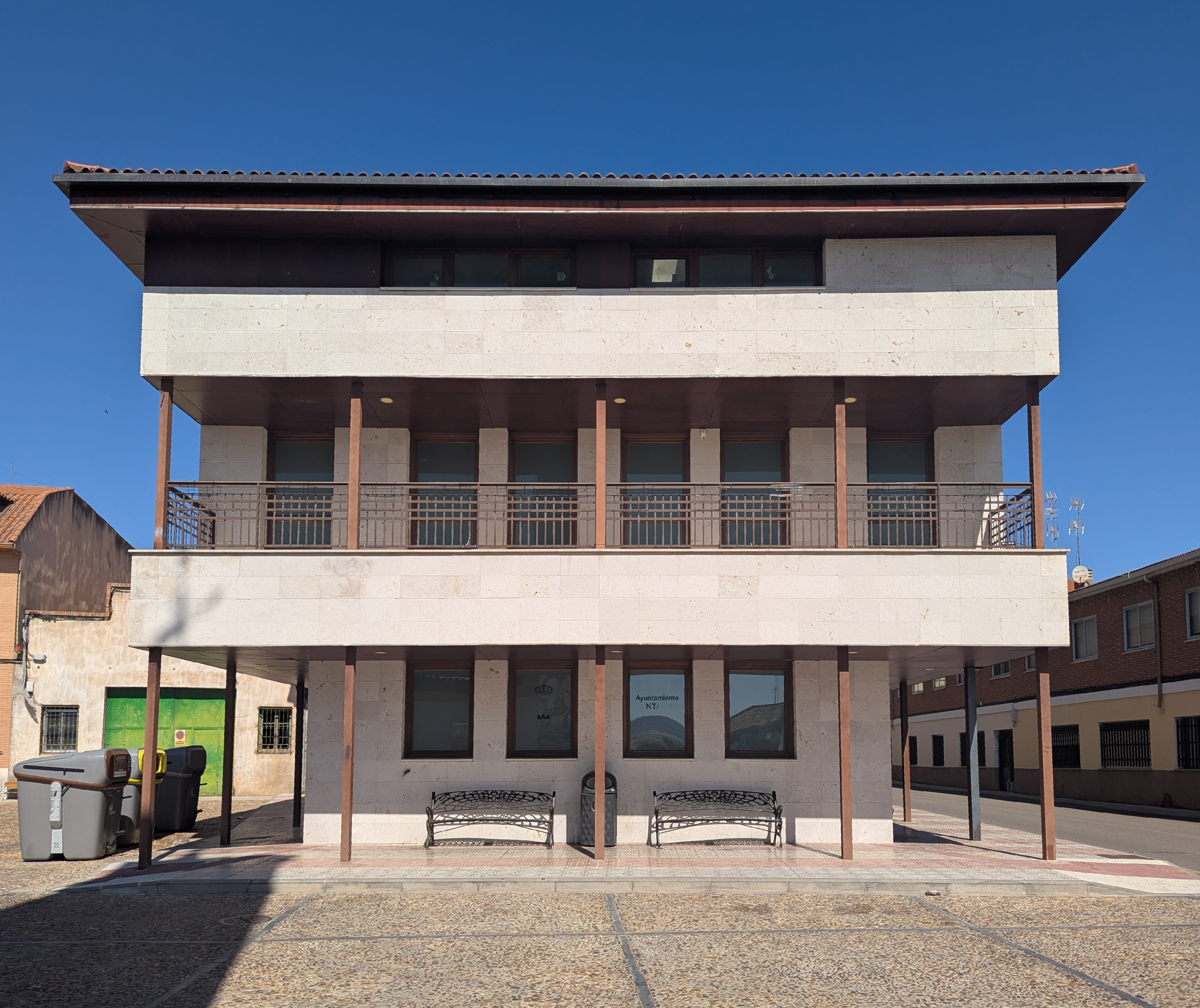
Casa consistorial

| 1987-1991 | José Andrés Sánchez Lara                                                      | PSOE                 |
| 1991-1995 | José Andrés Sánchez Lara                                                      | PSOE                 |
| 1995-1999 | José Andrés Sánchez Lara                                                      | PSOE                 |
| 1999-2003 | José Andrés Sánchez Lara                                                      | PSOE                 |
| 2003-2007 | José Andrés Sánchez Lara                                                      | PSOE                 |
| 2007-2011 | Yolanda Tieso                                                                 | PSOE                 |
| 2011-2015 | Marisa Nuero Beato                                                            | PP                   |
| 2015-2019 | Víctor San Vidal Martínez                                                     | PSOE                 |
| 2019-2023 | Víctor San Vidal Martínez                                                     | Entre Todos Fontanar |
| 2023-act. | Víctor San Vidal Martínez (2023-2024) Jesús Caballero del Castillo (2024-act) | Entre Todos Fontanar |

### Evolución de la deuda viva
El concepto de deuda viva contempla solo las deudas con cajas y bancos relativas a créditos financieros, valores de renta fija y préstamos o créditos transferidos a terceros, excluyéndose, por tanto, la deuda comercial.
| Gráfica de evolución de la deuda viva del ayuntamiento entre 2008 y 2014                             |
| |
| Deuda viva del ayuntamiento en miles de Euros según datos del Ministerio de Hacienda y Ad. Públicas. |

La deuda viva municipal por habitante en 2014 ascendía a 300,68 €.

## Fiestas patronales

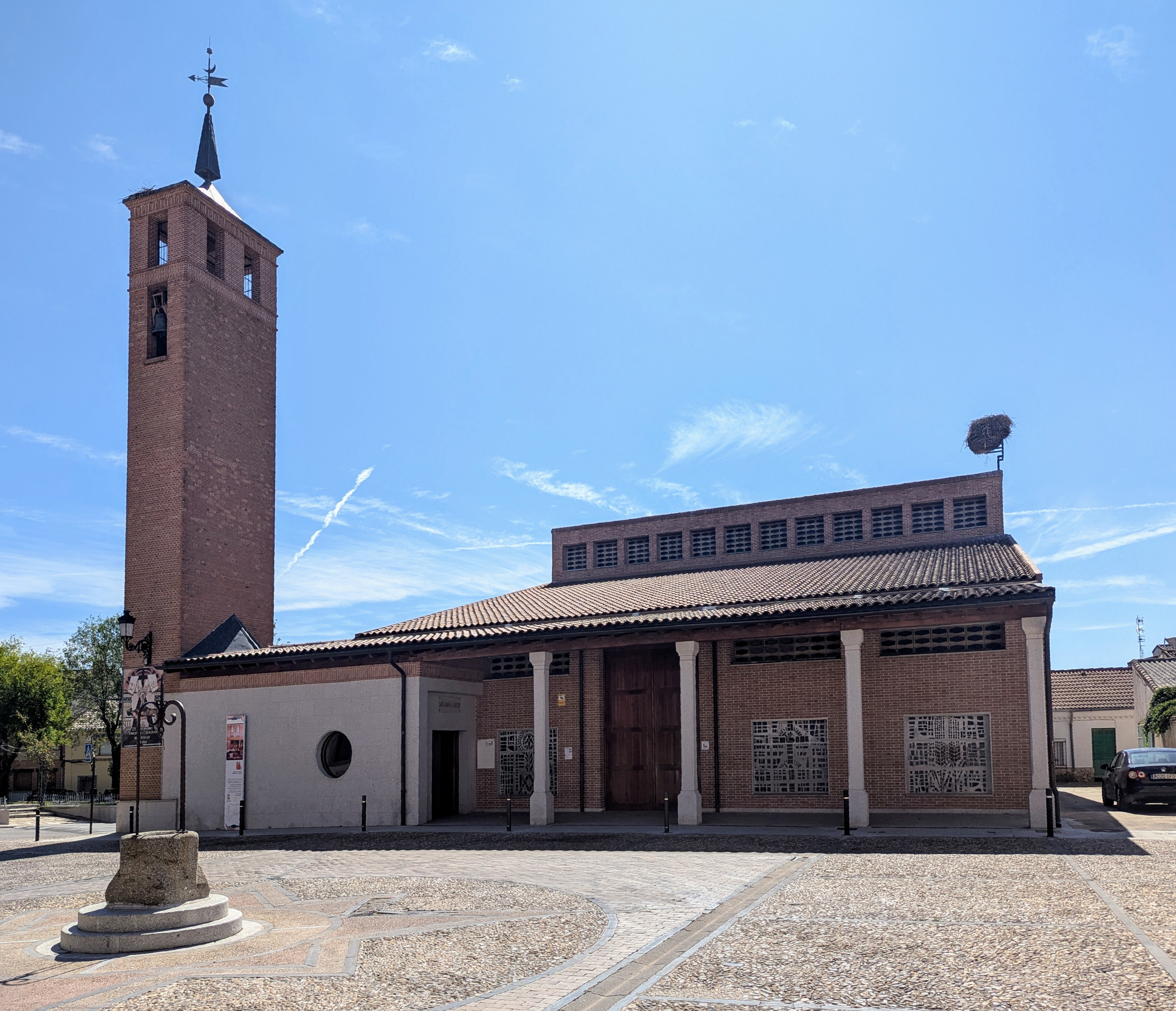
Iglesia de Santa María la Mayor

Las fiestas patronales de San Matías son el fin de semana de la semana del 18 de mayo.
Las fiestas en honor a San Roque son  el fin de semana del 14 de agosto, estas suelen abarcar cinco días de fiestas.